# Bengt Fries
Bengt Fredric Fries, född 24 augusti 1799 i Hällestads socken, Malmöhus län, död 7 april 1839 i Stockholm, var en svensk zoolog.

## Biografi
Fries blev student vid Lunds universitet 1810 och ägnade sig till en början åt den juridiska banan; men hans håg för naturalhistorien förmådde honom att, då han nästan slutat sin juridiska kurs, ändra studieplan. År 1823 blev han filosofie magister i Lund och utnämndes 1824 till docent i naturalhistoria. År 1827 blev han medicine licentiat och 1828 docent i anatomi, med bibehållande av docenturen i naturalhistoria, samt förestod 1831 professuren i zoologi.
Sistnämnda år blev han professor och intendent vid zoologiska avdelningen av Naturhistoriska riksmuseet i Stockholm och kallades 1837 till ledamot av Vetenskapsakademien, som 1864 lät slå en medalj över honom. Han var en mångsidig zoolog och sysselsatte sig först med entomologin, studerade därefter de högre ryggradsdjuren samt övergick slutligen till studiet av fiskarna och de lägre havsdjuren.
Bland hans arbeten märks Observationes entomologicæ (1824), Årsberättelse om nyare zoologiska arbeten och upptäckter o.s.v. (1832-37), det i förening med Carl Ulric Ekström och Carl J. Sundevall utgivna praktverket Skandinaviens fiskar, målade efter lefvande exemplar och ritade på sten af W. von Wright (1836-57; andra upplagan, bearbetad och fortsatt av Fredrik Adam Smitt, 1892-95), Ichtyologiska bidrag till Skandinaviens fauna (1839) samt åtskilliga uppsatser i Vetenskapakademiens handlingar och i "Tidskrift för jägare och naturforskare".